# Ai no uta
Singles de Kumi Kōda
FREAKY
(2007) LAST ANGEL
(2007)
Ai no uta est le 37e single de Kumi Kōda sorti sous le label Rhythm Zone le 12 septembre 2007 au Japon. Il atteint la 2e place du classement de l'Oricon. Il se vend à 65 276 exemplaires la première semaine, et reste classé pendant 22 semaines, pour un total de 134 831 exemplaires vendus. Il sort en format CD et CD+DVD.
Ai no uta a été utilisé comme campagne publicitaire pour music.jp. Come Over a été utilisé comme thème musical pour Sekai Judo 2007. Ai no uta se trouve sur l'album Kingdom, la compilation Best ~Third Universe~ et sur l'album remix Koda Kumi Driving Hit's où se trouve également Come Over.

## Liste des titres
| 1. | Ai no uta (愛のうた)                                                        | Kumi Kōda, Kosuke Morimoto | Kosuke Morimoto, Tomoji Sogawa | 4:52 |
| 2. | Come Over                                                                   | Kumi Kōda                  | Miki Watanabe                  | 3:39 |
| 3. | Ai no uta (Urban Kiss Version) (sur l'édition limitée seulement) (愛のうた) |                            | Kosuke Morimoto, Tomoji Sogawa | 4:01 |
| 4. | Ai no uta (instrumental) (愛のうた)                                         |                            | Kosuke Morimoto, Tomoji Sogawa | 4:51 |
| 5. | Come Over (instrumental)                                                    |                            | Miki Watanabe                  | 3:36 |

| 1. | Ai no uta (愛のうた) |  |
| 2. | Making of            |  |